# Pari (Toskana)
Pari ist ein Ortsteil (Fraktion, italienisch frazione) von Civitella Paganico in der Provinz Grosseto, Region Toskana in Italien.

## Geografie
Der Ort liegt ca. 6 km nordöstlich des Hauptortes Civitella Marittima und ca. 40 km nordöstlich der Provinzhauptstadt Grosseto knapp südlich des Zuflusses des Farma in den Merse und westlich des Zuflusses des Merse in den Ombrone. Der Ort liegt bei 377 m s.l.m. und hat ca. 200 Einwohner. Nachbarorte sind Bagni di Petriolo (ca. 2 km nordwestlich, gehört heute zur Gemeinde Monticiano) und Casal di Pari (auch Casale di Pari, ca. 2,5 km südwestlich, gehört zu Civitella Paganico).

## Geschichte
Erstmals dokumentiert wurde der Ort 1108 in den Karten der Badia Ardenghesca (Abbazia di San Lorenzo al Lanzo). Der Ort gehörte zunächst als Lehen den Grafen Ardengheschi, dann wurde der Ort schrittweise zwischen 1179 und 1254 von der Republik Siena unterworfen. Die seneser Familie der Buonsignori übernahm im 13. Jahrhundert die Macht, die Malavolti herrschten bis zum Ende des 14. Jahrhunderts. Die Stadtmauern entstanden zwischen der zweiten Hälfte des 12. Jahrhunderts und den Anfangsjahren des 13. Jahrhunderts, von den beiden Stadttoren (Porta Senese und Porta Grossetana) sind nur noch Reste vorhanden. Der Ort ging 1390 unter die Schutzherrschaft von Florenz, als Orlando Malavolti die Fiorentiner darum bat. In der zweiten Hälfte des 16. Jahrhunderts gehörte der Ort zum Großherzogtum Toskana. Bis zum 1. August 1838 hatte Pari eine eigene Podestà, dann wurde der Ort Campagnatico unterstellt. Von 1920 bis 1926 war der Ort ebenfalls autonom, dann kam er zu Paganico, ein Ort, der dann zusammen mit Civitella Marittima zur Gemeinde Civitella Paganico wurde.

## Sehenswürdigkeiten

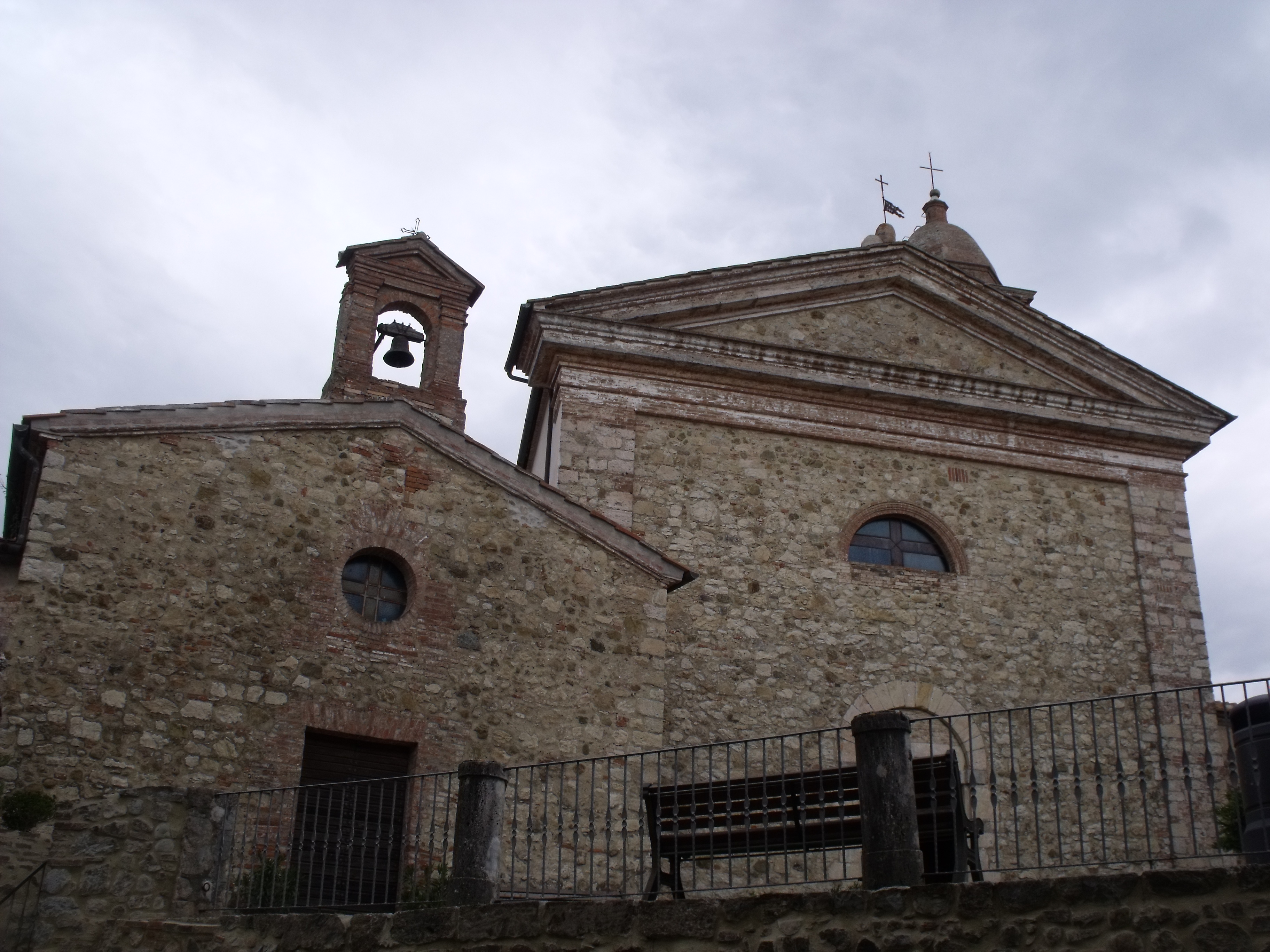
Die Fassade der Kirche Chiesa di San Biagio, links das Oratorio Santa Croce

- Chiesa di San Biagio, Parochialkirche aus der ersten Hälfte des 13. Jahrhunderts,[3] wurde 1460 als 'halbverlassen' dokumentiert, als Papst Pius II. die Therme in Bagni di Petriolo besuchte. Wurde dann bis 1466 restauriert. Die nächste Restaurierung fand im 19. Jahrhundert statt, hier wurde zudem die Fassade erneuert. Enthält im Innenraum das Werk Madonna col Bambino tra i Santi Giovanni Battista e Pietro aus dem 16. Jahrhundert und ein Weihwasserbecken aus dem Jahr 1694.[5]
- Oratorio Santa Croce, links an der Kirche San Biagio anliegender Kirchenbau. Wurde bereits 1548 dokumentiert und ist gleichzeitig Sitz der Compagnia dei Santi Fabiano e Sebastiano. Enthält das Gemälde Madonna col Bambino tra i Santi Fabiano e Sebastiano von Marco Bigio, einem Schüler des Sodoma, und zwei Leinwandgemälde aus dem späten 17. Jahrhundert.[5]
- Palazzo di Giustizia, ehemaliger Justizpalast am höchsten Punkt des Ortes. Wurde danach zur Schule umfunktioniert und dient heute als Kulturzentrum.[6]

## Verkehr
Der Ort hat eine Anschlussstelle an der Strada Statale 223 di Paganico.

## Mit dem Ort verbundene Personen
- F. David Peat, lebte 1996–2017 im Ort und gründete hier das Pari Center for New Learning.[7]
- Federigo Tozzi (* 1883 in Siena). Sein Vater stammte aus Pari, er selbst verbrachte viel Zeit im Ort. Am Wohnhaus wurde von der Gemeinde im Jahr 2000 ein Hinweisschild angebracht.

## Bilder

Bilder von Pari
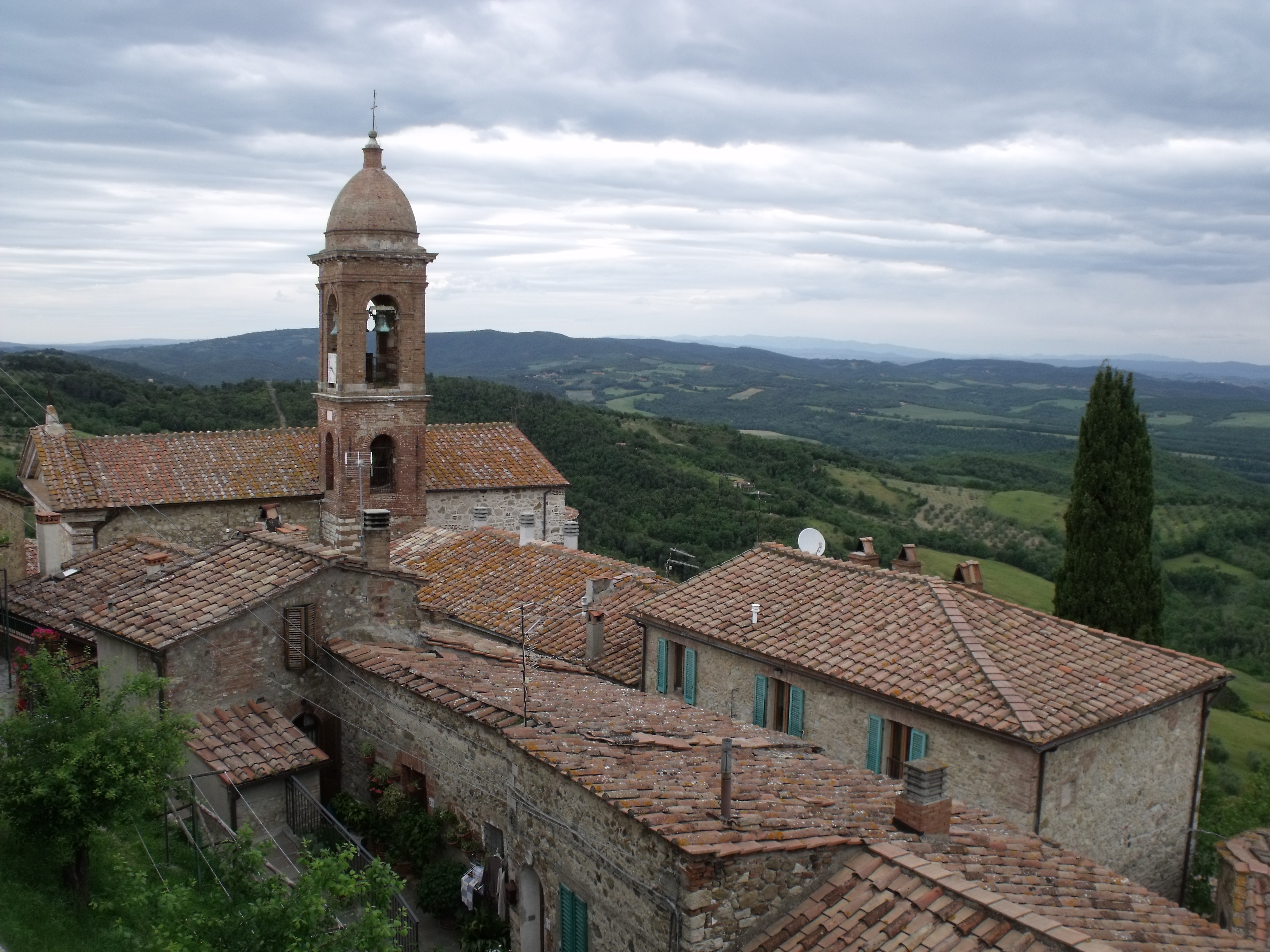
Die Kirche San Biagio und das Panorama Richtung Norden
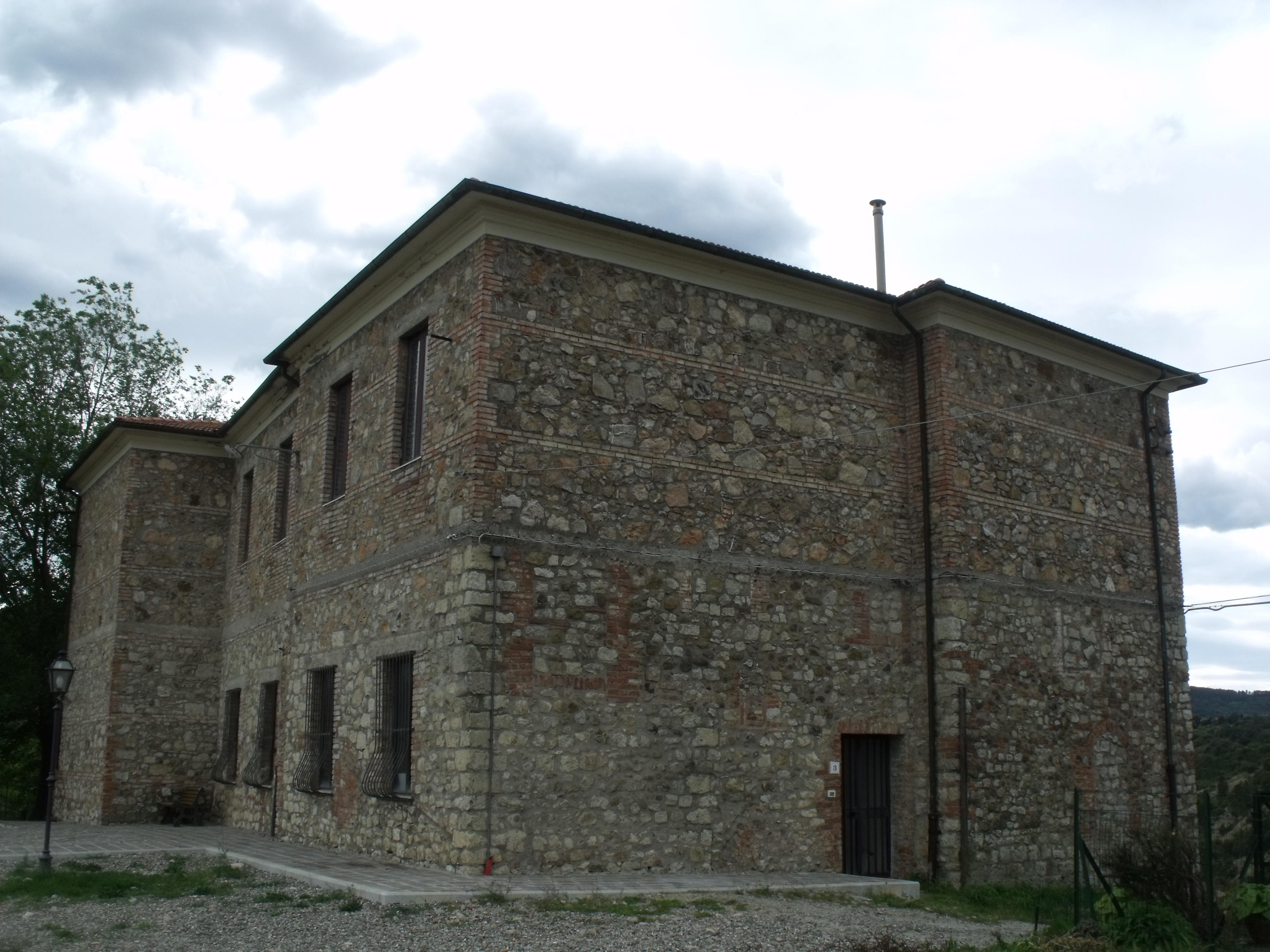
Der ehemalige Palazzo di Giustizia am höchsten Punkt des Ortes
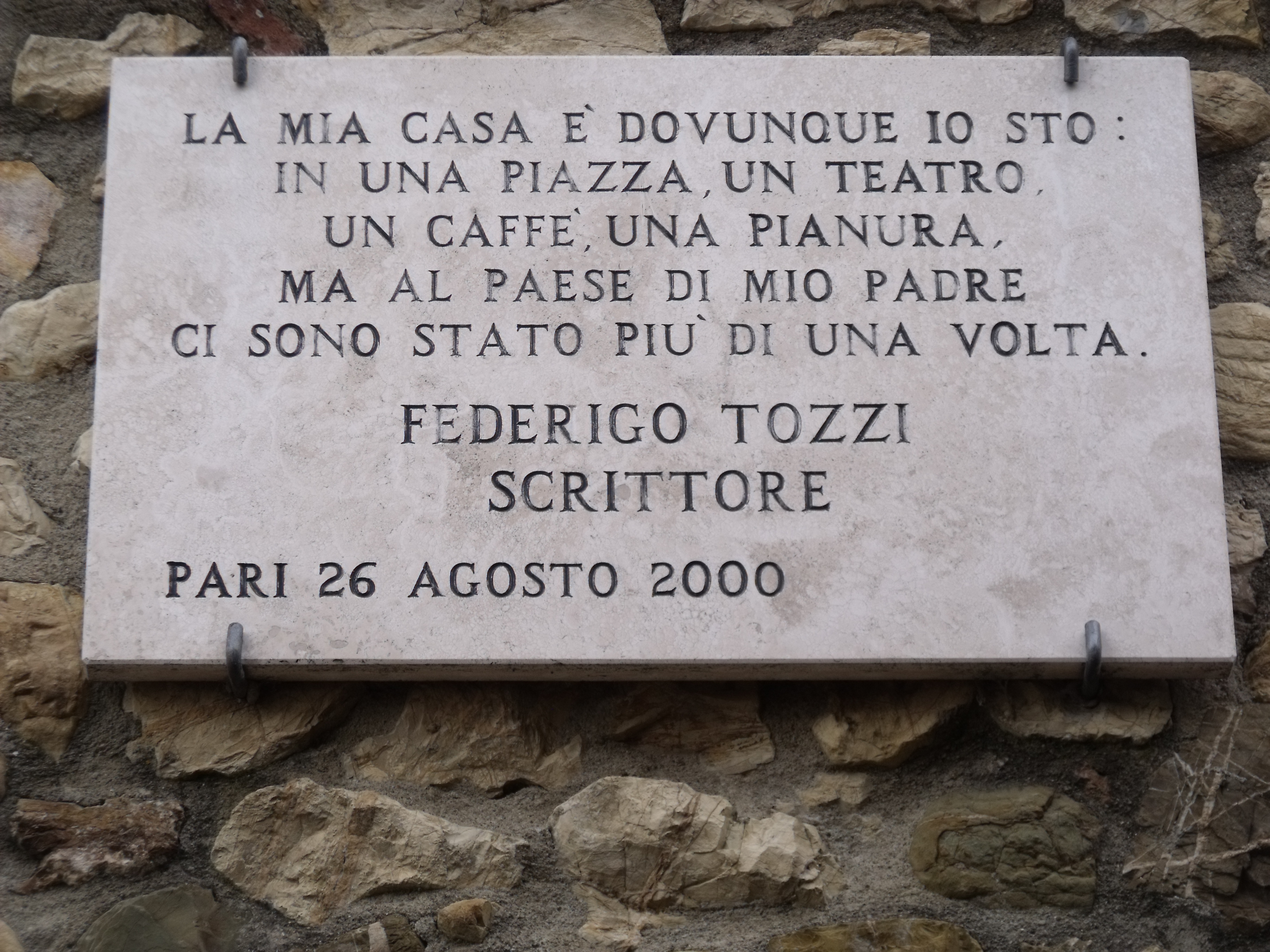
Hinweisschild an der Casa Tozzi
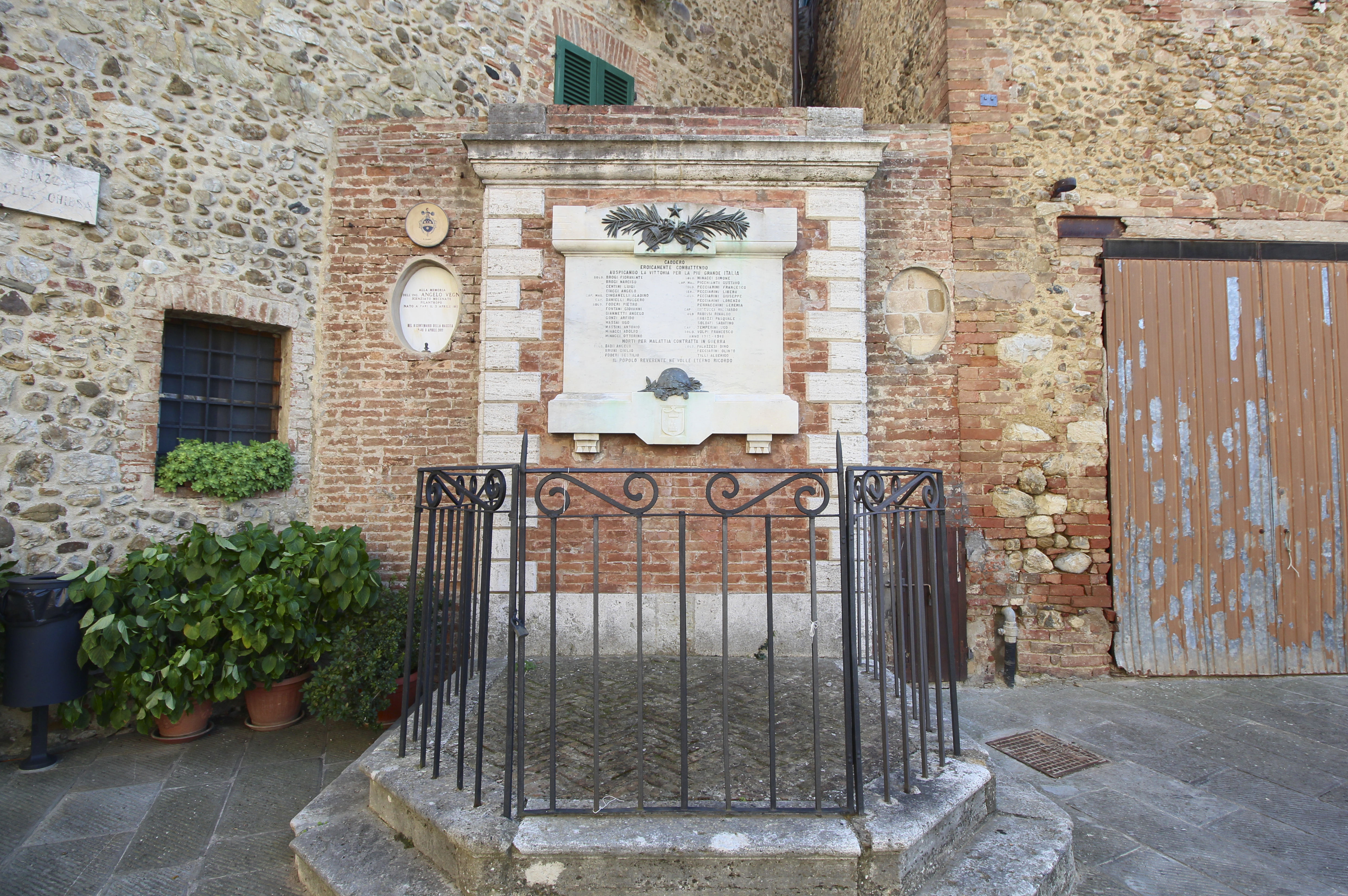
Denkmal für die Gefallenen des Ersten Weltkrieges